# Stärk & Lengenfelder, Anstalt für christliche Kunst

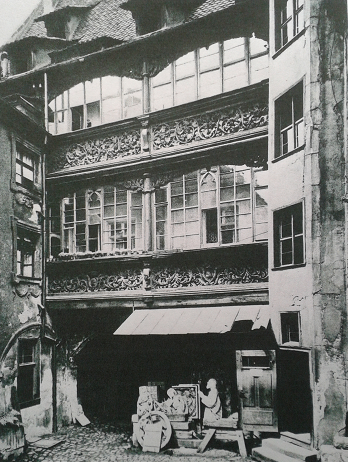
Innenhof der Bildhauerwerkstatt, Radbrunnengasse 8 in Nürnberg um 1900

Die Nürnberger Bildhauerwerkstatt Stärk & Lengenfelder, Anstalt für christliche Kunst wurde am 24. September 1880 von Josef Stärk und Martin Lengenfelder gegründet und in das Gewerberegister Nürnberg mit Sitz Nunnenbeckstr. 18 eingetragen. Ab 1890 wurde die Firma unter der Bezeichnung „Josef Stärk“ weitergeführt und übersiedelte zu dieser Zeit in die Radbrunnengasse 8. Die Werkstätte entwickelte sich Ende des 19. Jahrhunderts vor allem durch die bildhauerischen Werke Josef Stärks zu einer bedeutenden süddeutschen Werkstätten für christliche Kunst. Anfang der 1940er Jahre wurde sie aufgelöst.

## Geschichte

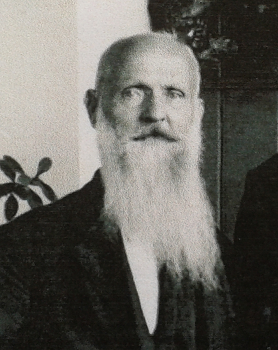
Josef Stärk um 1920

Hermann Josef Stärk um 1910

Im Juli 1871 beendete Josef Stärk (* 5. November 1853 in Saulgau; † 21. März 1935 in Nürnberg) eine Lehre bei dem Bildhauer und Altarbauer Wilhelm Mayer in Saulgau. Nach einer anschließenden zweijährigen Gesellenzeit im selben Betrieb besuchte er von 1873 bis 1876 die Akademie der Bildenden Künste in München als Schüler von Joseph Knabl. Im Jahre 1876 ging er nach Nürnberg und belegte dort an der Kunstgewerbeschule die Fächer Gotische Innenarchitektur, Modellieren und Holzschnitzerei. 1880 erfolgte dann die Gründung der eigenen Bildhauerwerkstatt Stärk & Lengenfelder, Anstalt für christliche Kunst zusammen mit Martin Lengenfelder († 1889), einem Freund aus Ellwangen. 1884 nahm Josef Stärk seinen Bruder Hermann Josef Stärk (* 30. März 1862 in Saulgau; † 28. März 1936 in Nürnberg) in die Werkstatt mit auf. Als im Jahre 1889 sein Mitarbeiter und Teilhaber Martin Lengenfelder erkrankte und bald darauf verstarb, führten beide Brüder als alleinige Inhaber die Firma weiter. 1890 übersiedelte die Werkstätte unter der Bezeichnung „Josef Stärk“ in die Radbrunnengasse 8, wo sie bis Anfang der 1940er bestand.
Den ersten größeren Auftrag erhielt Josef Stärk 1881 vom damaligen Direktor des Germanischen Museums August Essenwein im Zuge der Renovierung und Erneuerung der Nürnberger Liebfrauenkirche. Dieser Auftrag umfasste die Neuanfertigungen eines Hochaltars, eines gotischen Baldachins und einer Predella für den Tucheraltar. Der für den Neubau der Kirche St. Maria in Schnaitheim 1882 gefertigte Hochaltar wurde anlässlich der Gewerbeausstellung 1882 in Nürnberg mit einer Silbermedaille ausgezeichnet. Mit dem Hochaltar für den Dom zu Eichstätt und der weiteren neugotischen Innenausstattung ab 1883 gewann die Firma überregionales Ansehen und wurde von der Bistumsleitung des Bistums Eichstätt für weitere Arbeiten empfohlen. Mit der Anfertigung eines gotischen Altars für Neumarkt in der Oberpfalz gewann die Firma auf der Landesgewerbeausstellung Nürnberg 1896 eine Goldmedaille für ihre Gesamtleistung im Altarbau. In diesem Jahr wurde auch ein Altar nach Ascot (Berkshire) geliefert.
In den Jahren 1899 bis 1902 war Josef Stärk beim Neubau (1899 bis 1905) der Herz-Jesu-Kirche in Nürnberg-Lichtenhof mit mehreren Werken beteiligt. Nach der kompletten Zerstörung der Kirche am 2. Januar 1945 blieb lediglich der Marienaltar mit der Schutzmantelmadonna erhalten.
1929 fertigte Josef Stärk für das Kapuzinerkloster Wesemlin in Luzern einen Tabernakel an. Dieses Werk wurde als Meisterwerk der Bildhauerkunst bezeichnet.
Nach Einschätzung von Johann Raab zählte Stärk mit seinem Gesamtwerk zu den bedeutendsten Altarbauern Süddeutschlands seiner Zeit für neugotische Kirchenausstattungen. Sein gesamtes Wirken blieb bis heute weitgehend unbeachtet.

## Werke (Auswahl)
| Jahr     | Ort                                                 | Werk | Bemerkung |
| -------- | --------------------------------------------------- | --- | --- |
| 1881     | Nürnberg – Liebfrauenkirche                         | * Neugotischer Hochaltar mit Reliefs Geburt Jesu und Anbetung der hl. Drei Könige * Gotischer Baldachin * Predella für den Tucheraltar | Sämtliche Arbeiten wurden im Weltkrieg 1939/45 zerstört                                                                                             |
| 1882     | Schnaitheim – St. Maria                             | Hochaltar | Verleihung der Silbermedaille anlässlich der Landesgewerbeausstellung 1882 in Nürnberg                                                              |
| 1883 ff. | Eichstätt – Dom zu Eichstätt                        | * Hochaltar in der Ausführung als Flügelaltar * Arbeiten für die weitere neugotische Innenausstattung                                  | - |
| 1891     | Dinkelsbühl – St. Georg                             | Erneuerung des Hochaltars | - |
| 1893/94  | Neumarkt/Opf. – Hofkirche                           | neugotischer Flügelaltar | Verleihung der Goldmedaille für Gesamtleistung im Altarbau anlässlich der Landesgewerbeausstellung 1896 in Nürnberg                                 |
| 1896     | Ascot (Berkshire) (England)                         | Auftrag für einen neugotischen Altar (Nachbildung des Neumarkter Hochaltars) und Auslieferung                                          | - |
| 1898/99  | Affaltrach – St. Johann Baptist                     | Hochaltar und zwei Seitenaltäre | - |
| 1904     | Bamberg – Bamberger Dom                             | Pfarr-Altar – Tabernakel im romanischen Stil                                                                                           | - |
| 1909     | Engelberg am Main – Kloster Engelberg über dem Main | Hochaltar: St. Michael führt eine arme Seele in den Himmel                                                                             | - |
| 1911     | Nürnberg – Herz-Jesu-Kirche                         | Marienaltar (Schutzmantelmadonna) | Die Kirche wurde durch den schweren Luftangriff auf die Nürnberger Altstadt am 2. Januar 1945 fast völlig zerstört, der Marienaltar blieb erhalten. |
| 1912     | Heilsberg, Ostpreußen                               | Großer Kreuzaltar mit Maria und Johannes                                                                                               | - |
| 1912/14  | Breslau – Breslauer Dom                             | 6 überlebensgroße Steinfiguren, darstellend: St. Michael, St Johannes, St. Petrus, St. Paulus, St. Hedwig und ?                        | - |
| 1916     | Nürnberg – St. Martin (Notkirche)                   | Altäre und Kanzel aus bemalten Kunstplatten nach Entwürfen von Prof. Hailmayer                                                         | - |
| 1923     | Fulda – Stadtpfarrkirche                            | Überlebensgroße Statue des hl. Antonius, vergoldet                                                                                     | - |
| 1928/29  | Luzern (Schweiz) – Klosterkirche Wesemlin           | Reichgeschnitzter barocker Tabernakel in Hartholz; Osterkerzenleuchter, den heiligen Laurentius darstellend                            | Im Auftrag von Kapuzinerpater Ignatius |